# Monesterio
Monesterio è un comune spagnolo di 4 399 abitanti appartenente alla provincia di Badajoz nella comunità autonoma dell'Estremadura. Fa parte della comarca di Tentudía.

## Geografia fisica
L'abitato si colloca sui versanti settentrionali della Sierra Morena e il territorio comunale raggiunge l'altezza massima di 1079 m s.l.m. con la Sierra de Agua Fría.

## Storia
Il territorio era abitato fin da epoca protostorica, come attesta la presenza di diversi dolmen e di alcuni insediamenti. Più tardi fece parte del territorio della Betunia Celtica, a sud di Badajoz, che costituiva la porta di accesso all'Estremadura da sud. Nel luogo dell'attuale paese si trovava probabilmente in epoca romana la mansio Curiga, citata dall'Itinerario antonino lungo la via de la Plata o "via dell'argento", in direzione di Augusta Emerita (l'attuale Mérida), che ebbe grande importanza anche nel Medioevo.
Nel XIII secolo è attestata una fondazione dell'Ordine dei Templari (ad opera del maestro Pelay Pérez Correa), che aveva lo scopo di contrastare il territorio agli Arabi. Il luogo appartenne all'ordine di Santiago (o san Giacomo) come encomienda e nel 1628 fu annessa dal re Filippo IV e passò sotto il dominio di un marchese.
La cittadina si sviluppò costantemente fino ai 7 000 abitanti degli anni 1950, ma successivamente la popolazione diminuì fortemente a causa delle cattive condizioni economiche e della conseguente emigrazione. La tendenza sembra attualmente essersi invertita.

## Economia
L'attività agricola occupa circa la metà della popolazione e comprende la coltivazione dell'ulivo.
L'ambiente naturale presenta pascoli e macchia mediterranea e favorisce l'allevamento di una varietà di maiale conosciuta come  "porco iberico", allevato allo stato semibrado, che consente la produzione di prosciutto iberico (jamón ibérico) di alta qualità.
In via di sviluppo il turismo: la cittadina fa parte della rete delle "Vie gastronomiche del Sudovest Iberico" (Rutas gastronómicas en el Suroest Ibérico).
Il progetto di aprire una miniera a cielo aperto di nichel e rame ad Aguablanca, in corso di realizzazione da parte di una multinazionale statunitense, ha provocato proteste da parte delle associazioni ecologiste locali.

## Da visitare
La cittadina presenta un tessuto urbano di abitazioni tradizionali ad un piano, entro cui si inserisce la chiesa parrocchiale di San Pedro ("San Pietro"), del XVI secolo, in tardo stile gotico mudéjar, in mattoni, con portali e campanile in pietra. All'interno si conservano affreschi del pittore contemporaneo Eduardo Acosta.
- Centro de interpretación de la Via de la Plata ("Centro di interpretazione della via dell'Argento"), che fa parte della rete museale dell'Estremadura, aperto nel 2001.
- Castillo de las Torres, nel territorio municipale a circa 20 km dal paese, presso il confine con l'Andalusia, una casa fortificata con torri circolari

## Feste tradizionali
Il 25 aprile festa di san Marco, insieme anche nella vicina località di Calera de León.
Il 15 maggio si svolge la Romería in onore di sant'Isidro Labrador, con elezione del Romero e della Romera e processione con accompagnamento di cavalli e carri.
Tra l'8 e il 12 settembre festa della "Vergine di Tentudía".
A settembre si svolge la "Giornata del prosciutto", con degustazioni gastronomiche.